# Mycomya elephas
Mycomya elephas är en tvåvingeart som beskrevs av Vaisanen 1984. Mycomya elephas ingår i släktet Mycomya och familjen svampmyggor.
Artens utbredningsområde är Kalifornien. Inga underarter finns listade i Catalogue of Life.